# Kvarteret Pluto

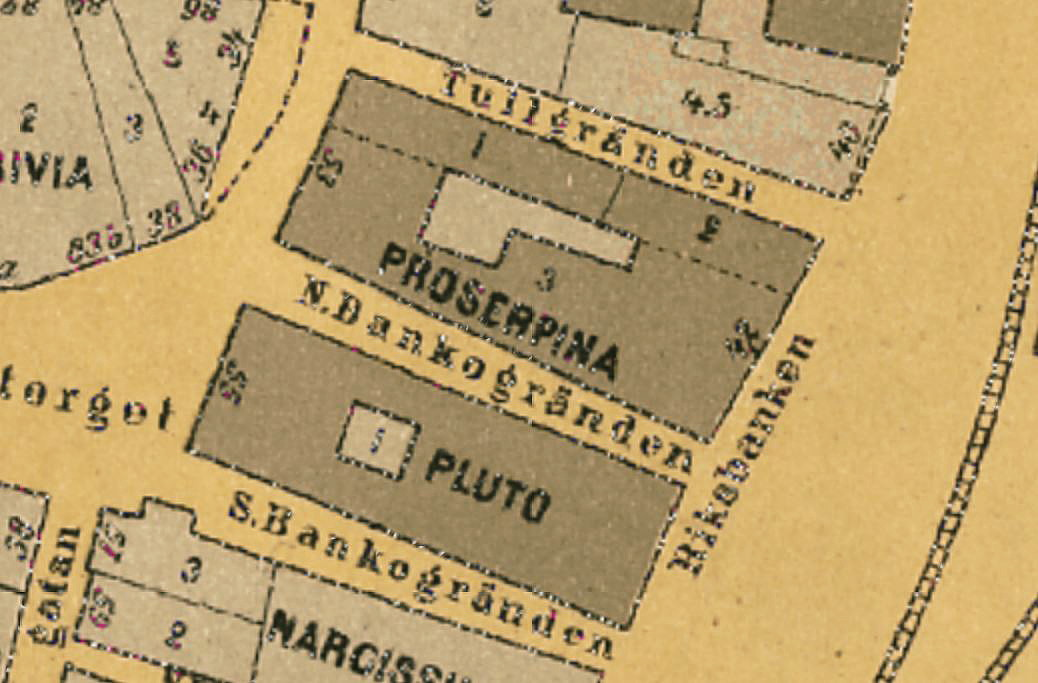
Kvarteren Pluto och Proserpina 1909.

Kvarteret Pluto är ett kvarter på sydöstra sidan av Gamla stan i Stockholm. Kvarteret begränsas av Norra Bankogränd i norr, Skeppsbron i öster, Södra Bankogränd i söder och Järntorget i väster. Kvarteret består av en enda fastighet: Pluto 1. Enda byggnad i kvarteret är Södra Bankohuset som uppfördes i tre etapper mellan 1675 och 1737 för Riksbanken.

## Namnet
Gamla stans kvarter är övervägande döpta efter begrepp (främst gudar) ur den grekiska och romerska mytologin, så även kvarteret Pluto. I den grekiska mytologin var Pluton (latin Pluto) gud över underjorden och dödsriket. Han var make till Persefone, latin Proserpina. Proserpina är även namnet på grannkvarteret i norr (se kvarteret Proserpina).

## Kvarterets bebyggelse genom tiden

### Våghuset

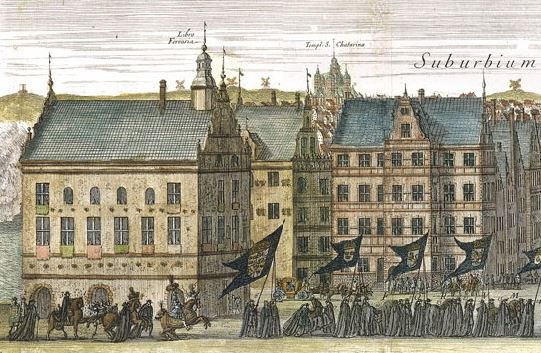
Järntorget med våghuset (till vänster) enligt Jean Lepautre, 1660.

Järntorget blev på 1400-talets mitt upplags- och omslagsplats för huvudsakligen stångjärn, som för export skeppades från hamnar i Mälaren till huvudstaden. På kvarteret Pluto, ibland även kallat våghustomten,  stod Stockholms våghus som i början av 1600-talet byggdes om för att även hysa ett packhus. I våghuset fanns stadens officiella järnvåg, vars verksamhet 1662 flyttades till Järngraven på Södermalm.
Våghuset omtalas i Stockholms stads tänkeböcker från 1476 och var en närmast kvadratisk byggnad om cirka 18×18 meter belägen ungefär i nuvarande kvarterets mitt. Huset hade för tiden karakteristiska trappgavlar och efter en ombyggnad 1603 ett klocktorn mot Järntorget. Byggnaden syns på Vädersolstavlan från 1535 och på Frans Hogenbergs Stockholmsvy från 1560-talet. Ytterligare en avbildning på våghuset finns på Jean Lepautres illustration visande Karl X Gustavs likfärd förbi Järntorget år 1660.

### Södra Bankohuset

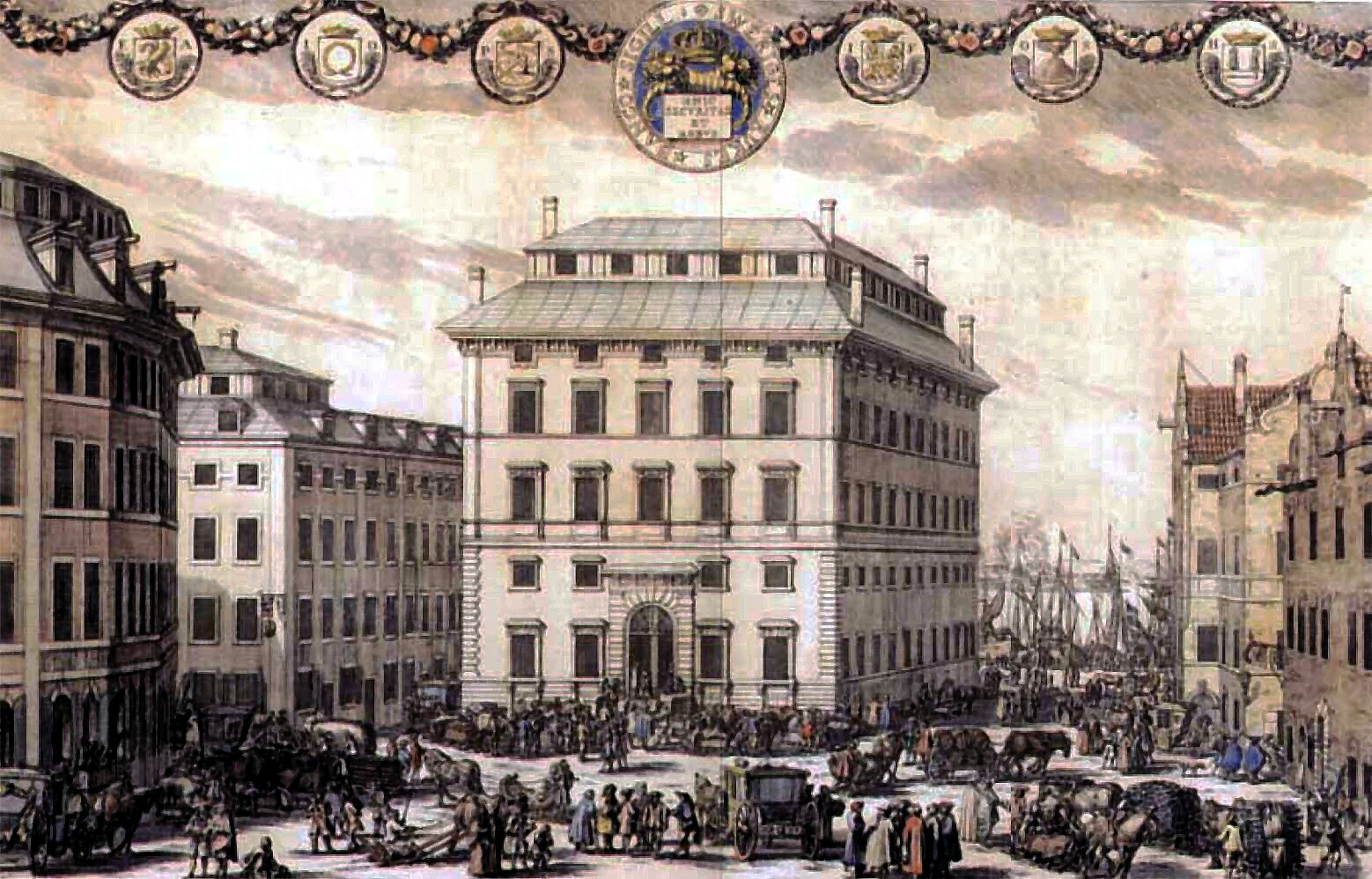
Södra Bankohuset i Sueciaverket 1691.

År 1676 påbörjades uppförandet av Nicodemus Tessin d.ä.:s bancohus på tomtens del mot Järntorget, framför våghuset. Torget blev därigenom något mindre. 1712 växte bebyggelsen i kvarteret genom tillbyggnader av bankohuset efter ritningar av Nicodemus Tessin d.y., samtidigt revs våghuset delvis. 1734 utfördes en tomtreglering och 1737 försvann sista resterna av våghuset och packhuset när Carl Hårleman fullbordade Södra Bankohuset. Riksbanken hade här sin verksamhet fram till 1905. Huset är ett statligt byggnadsminne sedan 1934 och förvaltas av Statens fastighetsverk som hyr ut det.